# Singapur International 2004
Die Singapur International 2004 im Badminton fanden vom 6. bis zum 12. September 2004 in Singapur statt.

## Sieger und Platzierte
| Disziplin    | Gold                              | Silber                                            | Bronze                               |
| ------------ | --------------------------------- | ------------------------------------------------- | ------------------------------------ |
| Herreneinzel | Lee Yen Hui Kendrick              | Kuan Beng Hong                                    | Yeoh Kay Bin                         |
| Herreneinzel | Lee Yen Hui Kendrick              | Kuan Beng Hong                                    | Nguyễn Tiến Minh                     |
| Dameneinzel  | Li Li                             | Salakjit Ponsana                                  | Molthila Meemeak                     |
| Dameneinzel  | Li Li                             | Salakjit Ponsana                                  | Meilyanna Wiwis                      |
| Herrendoppel | Lin Woon Fui Fairuzizuan Tazari   | Rendra Wijaya Yonathan Suryatama Dasuki           | Hoon Thien How Tan Boon Heong        |
| Herrendoppel | Lin Woon Fui Fairuzizuan Tazari   | Rendra Wijaya Yonathan Suryatama Dasuki           | Valiyaveetil Diju Jaseel P. Ismail   |
| Damendoppel  | Endang Nursugianti Rani Mundiasti | Duanganong Aroonkesorn Kunchala Voravichitchaikul | Shinta Mulia Sari Xing Aiying        |
| Damendoppel  | Endang Nursugianti Rani Mundiasti | Duanganong Aroonkesorn Kunchala Voravichitchaikul | Jiang Yanmei Li Yujia                |
| Mixed        | Pribadi Endang Nursugianti        | Fairuzizuan Tazari Ooi Sock Ai                    | Jack Koh Mooi Hing Yau               |
| Mixed        | Pribadi Endang Nursugianti        | Fairuzizuan Tazari Ooi Sock Ai                    | Prasetyo Restu Basuki Rani Mundiasti |